# Magurka (Partizánska Ľupča)
Magurka je osada v Nízkých Tatrách, součást obce Partizánska Ľupča, v okrese Liptovský Mikuláš.

## Poloha
Nachází se v závěru Ľupčanské doliny, v nadmořské výšce 1080 m n. m., pod vrcholy Ďurková (1750 m n. m.) a Zámostská hoľa (1612 m n. m.). Přes lokalitu Tajch je spojena s obcí Partizánska Ľupča, přes osadu Železnô s Lúžňanskou dolinou a přes obec Liptovská Lúžna s Revúckou dolinou.

## Dějiny
Magurka byla založena jako hornická osada již v 14. století, ačkoli v oblasti se těžilo zlato již kolem roku 1250. Zlato se dolovalo i rýžovalo ručně, časem přibyly i v této odlehlé lokalitě stroje. V 19. století zde žilo a pracovalo až 250 horníků. Produkce dolů představovala okolo 10 - 11 kg zlata i stříbra a více než 3000 m³ antimonu. Štola Kilian byla dlouhá až 3 km, Ruseger 1,6 km a Ritterstein 1,4 km.
Po ukončení nerentabilní těžby v roce 1923 bylo vybavení převezeno do Banské Štiavnice a budovy byly prodány. Na Magurke tak zůstala jen malá část předešlého obyvatelstva a v roce 1928 žilo v 20. domech pouze 75 lidí.

## Památky
Z období největšího rozmachu osady se zachoval důlní neogotický  kostelík z roku 1911 s řehtačkou ve věži, který svolával horníky z celého okolí.

## Turismus
V okolí jsou pestré možnosti pěší turistiky a z osady vedou značené stezky:
- modrá značka z lokality Tajch přes Magurku do sedla Latiborskej hole
- zelená značka z osady Železnô přes Magurku a Mestskú horu (1520 m n. m.) na hlavní hřeben pod Malým Chabencom
- žlutá značka do sedla Zámostskej hole